# Ксеронема красивотычинковая
Ксеронема красивотычинковая, или Ксеронема каллистемоновая (лат. Xeronema callistemon) — вид растений из рода Ксеронема семейства Ксеронемовые (Xeronemataceae), один из двух видов этого рода. Эндемик Новой Зеландии. Редкое растение, включено в Международную Красную книгу.

## Название
Видовой эпитет — callistemon — объясняется сходством соцветий ксеронемы с соцветиями представителей австралийского рода Callistemon (Каллистемон, или Красивотычиночник, или Краснотычиночник).
Английское общеупотребительное название вида — Poor Knight’s Lily («лилия бедного рыцаря») — по названию одной из групп островов, на которых они растут, Островов Бедного Рыцаря (Пур-Найтс).

## Распространение и экология
Ареал вида ограничен двумя группами скалистых островов вулканического происхождения, находящихся у северо-восточной оконечности Северного острова (Новая Зеландия), — Пур-Найтс и Хен-энд-Чикенс. Растение встречается как на открытых участках (например, на вершинах скал), так и в тенистых участках под растениями из семейства Миртовые — метросидеросами (Metrosideros) и лептоспермумами (Leptospermum). Почвы на островах богатые и постоянно увлажнённые. Обе группы островов сейчас находятся на территории заповедника.

## Биологическое описание
Травянистое растение с кожистыми мечевидными листьями, похожими на листья ириса.
Имеются корневища, с их помощью растение в природе активно размножается вегетативно.
Цветоносы достигают высоты более метра. Сначала они растут вертикально, а затем образуют колено, продолжая свой рост в горизонтальном направлении. Соцветие, находящееся на вершине цветоноса (односторонняя кисть), расположено наклонённо или полностью горизонтально. Длина соцветия — от 15 до 30, из-за многочисленных красных цветков с направленными вверх тычинками соцветие похоже на щётку или бутылочный ёршик.
Горизонтальное расположение соцветий связано со свойственной растениям этого рода орнитофилией — опылением с помощью птиц (их привлекают цветки, богатые нектаром).

## Культивирование
В Новой Зеландии культивируется как садовое декоративное растение,
очень привлекательное во время цветения из-за своих ярко-красных цветков и длинных тычинок с ярко-оранжевыми пыльниками.
Ксеронему культивируют как садовое растение в тех регионах, в которых не бывает отрицательных температур (в основном — в Новой Зеландии); зоны морозостойкости, пригодные для выращивания растений этого рода, — 10 и 11. В более холодных регионах ксеронему иногда выращивают в оранжереях. Размножают растения семенами или корневищами; практикуется также промышленное искусственное вегетативное размножение. Для ксеронемы лучше всего подходит хорошо дренированная, богатая гумусом почва.

## Инфравидовые таксоны
По данным Королевских ботанических садов в Кью, помимо типовой формы Xeronema callistemon f. callistemon имеется также форма Xeronema callistemon f. bracteosa (L.B.Moore) de Lange & E.K.Cameron (1999) [syn. Xeronema callistemon var. bracteosa L.B.Moore (1969)].